# Ахмад III Кадир-хан
Ахмад III Кадир-хан (д/н — 1132) — 11-й каган Західнокараханідського ханства у 1129—1130 роках. Відомий такожяк Ахмад-хан. Низкадослідники розглядає його як Ахмада II, рахуючи його батька за Мухаммада II. Не слідплутати з Ахмадом Кадир-ханом, каганом Східнокараханідського ханства.

## Життєпис
Походив з алідської гілки династії Караханідів. Син кагана Мухаммада (Ахмада) II Арслан-хана. Відомостей про нього обмаль. Можливо брав участь у заколоті 1129 року проти свого брата Насра II, що нещодавно став каганом.
Натомість його батько звернувся до Ахмада Санджара, маліка  Хорасану, який 1130 року повалив Ахмада III, поставивши на трон спочатку Арслан-хана, а потім представника іншої гілки Гасан Кара-хана.
Втім Ахмад Кадир-хан продовжив боротьбу до 1132 року, коли загинув у сутичці з загонами нового кагана Махмуд-хана II.